# 민법전
민법전은 민법의 명칭을 가진 법전을 말한다.

## 대한민국
대한민국의 민법전은 기초(起草)에 착수한 지 10년 만인 1958년 2월 22일에 공포되었으며 2년 후인 1960년 1월 1일부터 시행되었다. 현행 민법전이 시행되기 전에는 일본 민법전이 의용(依用)되었다. 현행 민법전은 1948년 7월 17일 헌법이 제정·공포되고 정부가 수립되자 곧 법전편찬위원회를 구성하고 이 사업에 착수하여 우선 <민법적 편찬요강>과 <민법 친족·상속편 편찬요강>을 작성하였다. 이 민법전은 1954년 10월 26일 국회에 제출되었으나 처리를 보지 못하였으며 많은 수정을 거쳐 3년 후인 1957년 12월 17일에 이르러서야 국회의 승인을 얻어 1958년 2월 22일에 공포되었고, 1960년 1월 1일부터 시행하게 되었으며 그 후로 오늘에 이르기까지 여러 차례 부분 개정을 하였다. 그 내용을 살펴보면 구민법 즉 일본 민법을 기초로 하였음은 숨길 수 없는 사실이다. 친족·상속법과 물권법의 일부를 제외하고는 일본의 민법학에 의하여 밝혀진 구민법의 결함 내지 단점을 그들의 이론에 비교적 충실하게 개정한 것이라고 할 수 있다. 신민법(民法典)은 프랑스민법에서 유래한 구민법의 제도를 많이 없애고 그에 갈음하여 독일민법 등에서 많은 제도와 규정을 따오고 있다. 그 결과 현행 민법은 구민법보다도 훨씬 독일민법에 접근하고 있다고 할 수 있을 것이다. 이것은 아마도 독일법학을 수입하였고 또한 그것에 의하여 지배되어 온 일본법학의 영향의 결과라고 분석된다.

## 같이 보기
- 민법